# Niji
Singles de AAA
777 ~We can sing a song!~
(2012) Miss You / Hohoemi no Saku Basho
(2013)
Niji est le 34esingle du groupe AAA sorti sous le label Avex Trax le 31 octobre 2012 au Japon. Il arrive 3e à l'Oricon. Il se vend à 40 025 exemplaires la première semaine et reste classé 6 semaines pour un total de 46 466 exemplaires vendus en tout durant cette période. Il sort en format CD, CD+DVD, et CD mu-mo.
Good day a été utilisé comme thème musical pour une publicité de Itoyokado. Niji et Good day se trouvent sur l'album Eight Wonder.

## Liste des titres
| 1. | Niji (虹)                |  |
| 2. | Good day                 |  |
| 3. | Niji (Instrumental) (虹) |  |
| 4. | Good day (Instrumental)  |  |

| 1. | Niji (Music Clip) (虹) |  |
| 2. | Niji (Making of) (虹)  |  |

| 1. | Niji (虹)                |  |
| 2. | Good day                 |  |
| 3. | Good day (Remix 1)       |  |
| 4. | Good day (Remix 2)       |  |
| 5. | Niji (Instrumental) (虹) |  |
| 6. | Good day (Instrumental)  |  |

| 1. | Niji (虹)                                     |  |
| 2. | Good day                                      |  |
| 3. | Think about AAA 7th Anniversary ～season 22～ |  |